# Chișlaz
Chișlaz – wieś w Rumunii, w okręgu Bihor, w gminie Chișlaz. W 2011 roku liczyła 468 mieszkańców.